# Rancho Nuevo, Petatlán
Rancho Nuevo är en ort i Mexiko.   Den ligger i kommunen Petatlán och delstaten Guerrero, i den södra delen av landet, 300 km sydväst om huvudstaden Mexico City. Rancho Nuevo ligger 42 meter över havet och antalet invånare är 212.
Terrängen runt Rancho Nuevo är platt åt sydväst, men åt nordost är den kuperad. Havet är nära Rancho Nuevo åt sydväst. Runt Rancho Nuevo är det glesbefolkat, med 19 invånare per kvadratkilometer. Närmaste större samhälle är Petatlán, 8,8 km nordväst om Rancho Nuevo. Omgivningarna runt Rancho Nuevo är en mosaik av jordbruksmark och naturlig växtlighet.